# Ilan
Ilan (in ebraico: אִילָן) è un nome proprio di persona ebraico maschile.

## Varianti
- Femminili: אִילָנָה (Ilana)[1][2], אִילָנִית (Ilanit)[1]

## Origine e diffusione

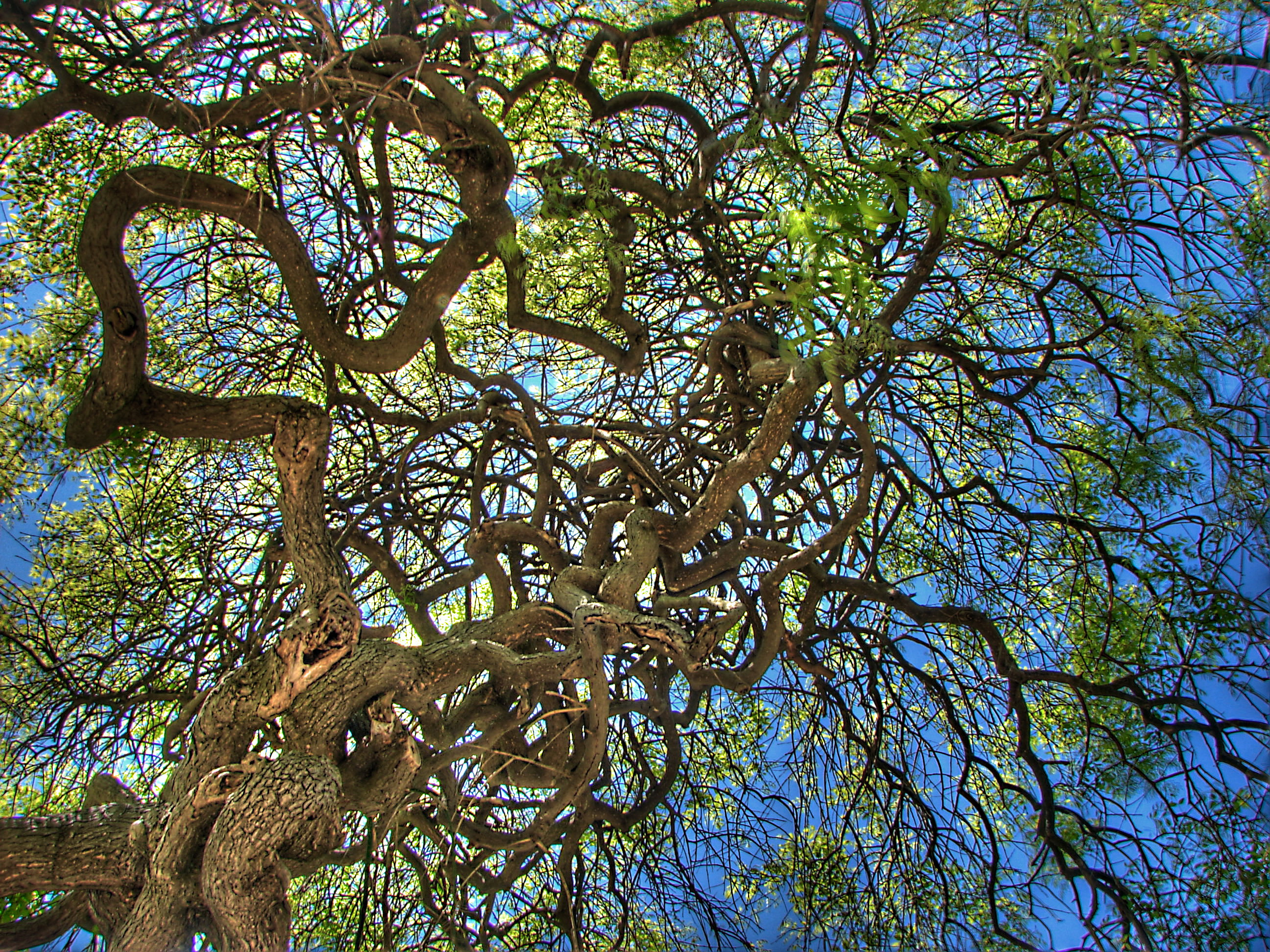
I rami di un albero (un gelso) nel parco di Emirgan di Istanbul

È un nome moderno, tratto da un termine ebraico che vuol dire "albero"; rientra quindi in quella cerchia di nomi ispirati agli alberi, insieme con Eglė, Laura, Ivo, Olmo, Vesa, Willow, Rowan e via dicendo.
L'uso della forma femminile Ilana, molto probabilmente, è stato rafforzato dalla somiglianza con il nome Elena e le sue varianti. Al femminile, inoltre, viene talvolta accostato il nome italiano Ilenia.

## Onomastico
Il nome è adespota, cioè non è portato da alcun santo, quindi l'onomastico si festeggia il 1º novembre, giorno di Ognissanti.

## Persone

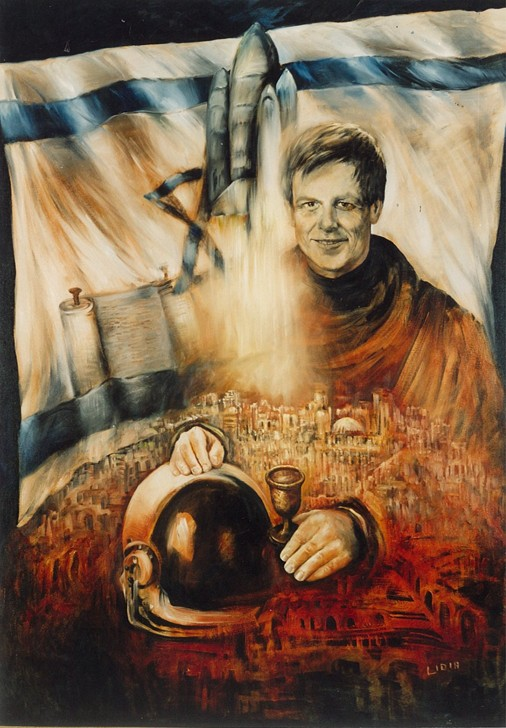
Ilan Ramon

- Ilan Araújo Dall'Igna, calciatore brasiliano
- Ilan Eshkeri, compositore inglese
- Ilan Halimi, ragazzo francese vittima di un caso di cronaca nel 2006
- Ilan Mitchell-Smith, attore statunitense
- Ilan Pappé, storico israeliano
- Ilan Ramon, astronauta israeliano
- Ilan Rubin, cantante e polistrumentista statunitense
- Ilan Shor, politico moldavo
- Ilan Volkov, direttore d'orchestra israeliano

### Variante femminile Ilana
- Ilana Cicurel, avvocata e politica francese
- Ilana Glazer, attrice, comica, produttrice cinematografica e regista statunitense
- Ilana Kloss, tennista sudafricana

## Il nome nelle arti
- Ilana Verdansky è un personaggio della serie televisiva Lost.